# El Liberal (Ancud)
El Liberal fue un periódico chileno fundado el 13 de diciembre de 1878 en Ancud por el periodista José Luis Moreno, y que se editó hasta el 5 de abril de 1885.
De corte liberal, vino a complementar el trabajo de El Chilote, publicación de la misma tendencia política fundado el 3 de septiembre de 1868. Por otro lado, rivalizó con El Católico, periódico de ideología tradicional religiosa que se comenzó a editar en dicha ciudad desde 14 de junio de 1884, y que se transformó en voz crítica del trabajo periodístico de los medios liberales que estaban activos en dicha época, plasmados ya en diversas misivas provenientes del clero y seglares.